# Médiathèque Jean Macé
Pour les articles homonymes, voir Couvent des Cordeliers et Cordeliers.
La Médiathèque Jean Macé est un bâtiment culturel occupant un ancien couvent, situé à Château-Thierry, en France.

## Localisation
L'ancien couvent de Cordeliers est situé à l'angle des rues Jean de la Fontaine et de la Fère, à l'ouest du château.

## Historique
La fondation du couvent a été autorisée, en 1489, par une bulle papale d'Innocent VIII. Renaud de Fontaines, évêque de Soissons, dédicaça la chapelle en 1496. Début XVIIe siècle, le comte de Saint-Pol fit de grandes donations au couvent. Les bâtiments conventuels datent sans doute de ce temps. Sous la Révolution, le couvent devint le siège de l'administration du district, le tribunal du district de Château-Thierry, et la chapelle fut détruite à la suite de cette occupation. Le collège municipal s'installa dans les murs du bâtiment en 1803. Vers 1840, l'aile sud-est fut prolongée jusqu'à la rue à l'emplacement de l'ancienne chapelle. C'est en 1870 que fut entamée la construction de l'aile nord du bâtiment par l'architecte municipal Morsaline. Le collège quitta le bâtiment en 1906 ; la municipalité y ouvrit alors une école d'enseignement secondaire qui, dans les années 1980, est fermée.
Il devient ensuite le centre culturel Jean-Macé puis le 24 janvier 2004, la Médiathèque Jean-Macé ; elle a pris le relais de la bibliothèque municipale en s'implantant dans le bâtiment, ce centre se nomme ainsi en mémoire du pédagogue et homme politique, Jean Macé.
Le monument est inscrit à l'Inventaire général du patrimoine culturel depuis le 21 décembre 1995.

## Actuellement
Avec un auditorium de 75 places, un grand hall, une grande cour, la médiathèque permet une programmation régulière de conférences et d'expositions.